# Người kiểm phiếu
Một  người kiểm phiếu là một người chuyên giám sát các thông tin bỏ phiếu được giữ bí mật. Những người kiểm phiếu có nhiệm vụ là giữ cho cuộc bỏ phiếu được an toàn và chính xác thực.
Quá trình kiểm phiếu thường diễn ra cùng lúc với quá trình bỏ phiếu trong một cuộc bầu cử; người kiểm phiếu quan sát số phiếu giấy được công nhận, để đảm bảo quy định bầu cử được thực thi. Có nhiếu ứng dụng khác của công việc này, ví dụ là trong đua xe máy, khi một người kiểm định sẽ kiểm tra xe có đạt được tiêu chuẩn cho phép không.

## Chính trị

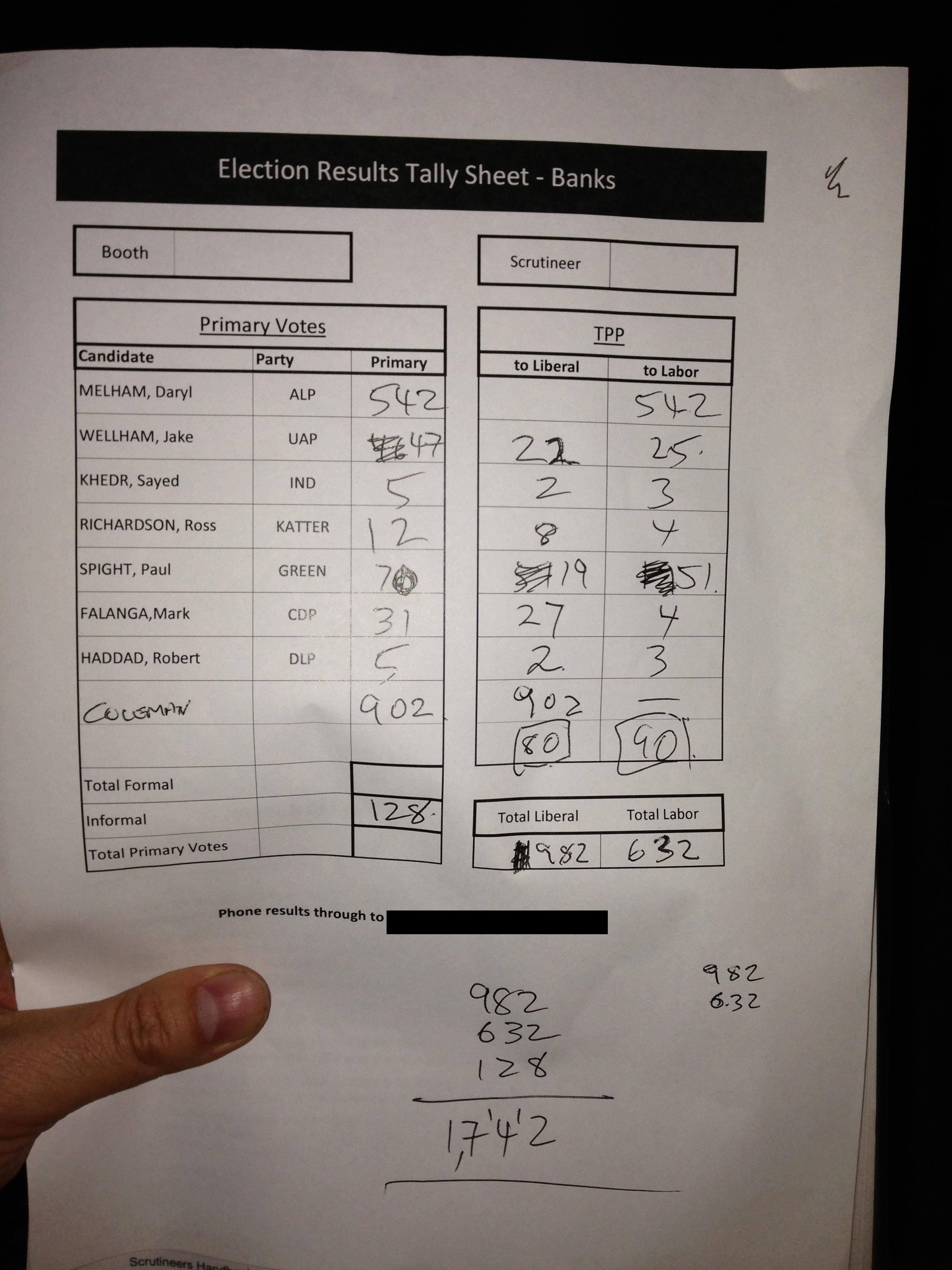
Giấy kiểm phiếu cho Cuộc bầu cử quốc hội Australia năm 2013

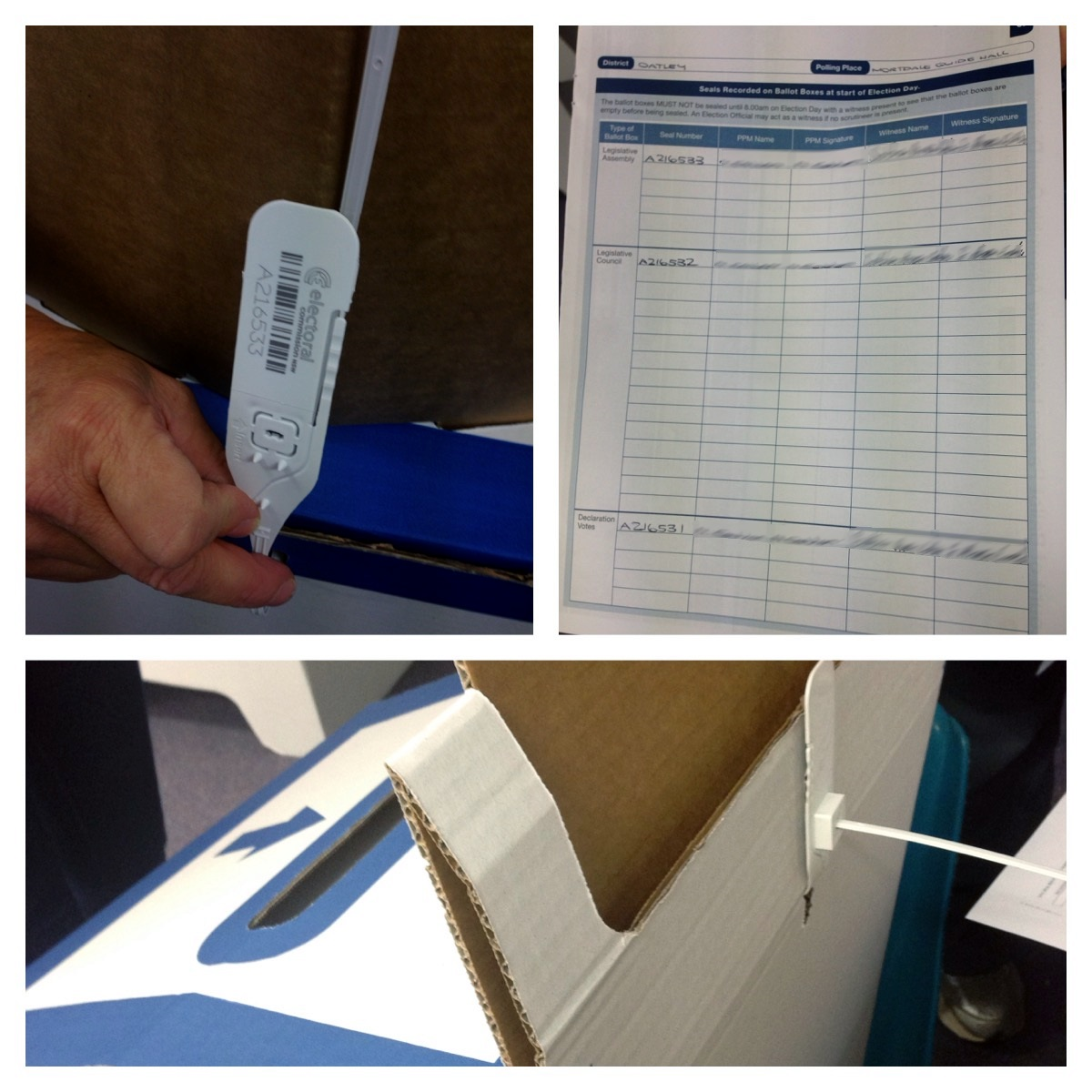
Một công việc thường nhật của một người kiểm phiếu là kiểm tra xem hòm phiếu có trống khi được siết chặt không, và niêm phong không bị rách sau khi kỳ bỏ phiếu kết thúc.